# Grace Moore
Mary Willie Grace Moore (Tennessee, 5 de diciembre de 1898 - Copenhague, Dinamarca, 26 de enero de 1947) fue una soprano y actriz de cine estadounidense.

## Biografía
Nació en un pequeño pueblo de Tennessee, en el marco de una familia de fuertes ideales baptistas que la educó rígida y religiosamente. A pesar de ello, con dieciséis años Grace descubrió un talento para la actuación, pero, sobre todo, para la canción, que la llevarían lejos.
Fue por ello que empezó a estudiar teoría musical en Nashville, y con diecisiete años ya participaba en importantes recitales como soprano. Pronto alcanzó popularidad y llegó a trasladarse a París y a protagonizar importantes óperas.
A la llegada del cine sonoro, el gran auge de las películas musicales hizo que Louis B. Mayer, vicepresidente de la MGM, se fijara en ella como la protagonista de A Lady's Morals (1930), una película que retrataba la vida de Jenny Lind y que fue un fracaso de taquilla. A pesar de esto, la productora no quiso prescindir de ella, pero el excesivo aumento de peso que sufrió aquel año, que la alejó de los cánones de heroína bonita y seductora que la MGM tenía en mente, hizo que fuera despedida en 1931.
Grace volvió a la ópera, recién casada ahora con Valentín Parera, hasta que Harry Cohn, presidente de Columbia Pictures, decidió ofrecerle un contrato, en la dinámica de la fuerte rivalidad existente por entonces entre ambas productoras. One Night Of Love se convirtió, así, en una de las grandes películas de la Columbia, y en el film que hizo dar a Grace el salto a la fama más allá de la ópera. Por ella fue nominada al Óscar (que le arrebató Claudette Colbert).
La carrera cinematográfica de Grace fue corta, apenas siete años de películas que no volvieron a dar el mismo resultado que One Night of Love. En 1938, volvió a los escenarios para cantar ópera, y durante la Segunda Guerra Mundial se hizo famosa por sus numerosas actuaciones a favor de las fuerzas aliadas (lo que le haría recibir la Legión de Honor francesa).
Falleció en un accidente de aviación, el 26 de enero de 1947, con apenas 48 años.

## Filmografía
- Louise (1939)
- I'll Take Romance (1937)
- When You're in Love (1937)
- The King Steps Out (1936)
- Love Me Forever (1935)
- One Night of Love (1934)
- New Moon (1931)
- A Lady's Morals (1930)

## Premios y distinciones
Premios Óscar
| Año  | Categoría    | Película                              | Resultado |
| ---- | ------------ | ------------------------------------- | --------- |
| 1935 | Mejor actriz | One Night of Love (Una noche de amor) | Nominada  |

## Trivia
- Se ha especulado con que Graceland, la mansión de Elvis Presley, recibió su nombre de Grace Moore.
- Hay rumores que afirman insistentemente que Grace solía hacer frecuentes comentarios racistas y que, incluso, se negaba a actuar con afroamericanos.